# Crystal Defenders
Crystal Defenders (в пер. с англ. — «Защитники кристаллов») — компьютерная игра в жанре «защиты башни», разработанная в 2008 году компанией Square Enix. Впервые была издана в Японии под названием Crystal Guardians (яп. クリスタル ガーディアンズ Курисутару Гадиандзу), 28 января 2008 года стала доступной для загрузки в мобильные телефоны. Позднее была адаптирована для скачивания через сервисы iPhone OS, WiiWare, Xbox Live Arcade и PlayStation Network (уже с названием Crystal Defenders).
Сеттинг игры основан на вышедшей ранее Final Fantasy Tactics A2: Grimoire of the Rift, которая, в свою очередь, является ответвлением Final Fantasy Tactics. Игровой процесс заключается в стратегическом размещении доступных игроку юнитов с целью удержания атакующих лабиринт монстров. Монстры пытаются украсть охраняемые персонажами кристаллы, и задачей игрока является обеспечение их сохранности. Каждый персонаж обладает уникальными способностями, может быть эффективным против одного типа врагов и совершенно бесполезным против другого.
Сама по себе серия Crystal Defenders состоит из нескольких отдельных частей, три из которых были выпущены в Японии под названиями W1, W2 и W3. Позднее две первые части выпустили для iPod Classic/Nano в виде двух разных игр (W1 и W2), спустя некоторое время состоялся релиз для iPhone OS, в который были включены все три части. Затем версию для iPhone OS портировали под приставки PlayStation 3 и Xbox 360. В октябре 2009 года появилась версия для PlayStation Portable, которая точно так же является портом с iPhone OS. Версия для WiiWare была издана в двух эпизодах R1 и R2.
Существует сиквел игры под названием Crystal Defenders: Vanguard Storm, выпущенный в мае 2009 года для iPhone OS. Это пошаговая стратегия, в которой игрок управляет юнитами, расположенными с правой стороны экрана, в то время как монстры наступают слева. Дизайн этой игры тоже заимствован из Final Fantasy Tactics A2: Grimoire of the Rift.

## Отзывы
| Сводный рейтинг | Сводный рейтинг |
| Агрегатор       | Оценка          |
| --------------- | --------------- |
| GameRankings    | 58,21 %         |